# Orgel der Dorfkirche Biederitz
Die heutige Orgel wurde im Jahre 1866 von Friedrich Ladegast erbaut. In der Dorfkirche Biederitz (Einheitsgemeinde Biederitz, Landkreis Jerichower Land, Sachsen-Anhalt), die auch als Evangelische Kirche Biederitz bezeichnet wird, steht sie seit 1997. Die Orgel befindet sich auf der Westempore.

## Geschichte

### Reubke-Orgel
1868 kaufte die Kirchengemeinde eine für Buckau gebaute romantische Orgel der Firma Reubke aus Hausneindorf.

### Beyer-Orgel
Als sich um die Jahrhundertwende Biederitz vom armen Dorf zum Villenvorort Magdeburgs entwickelte, wuchs der Wunsch nach einer neuen Orgel. 1912 baute die Magdeburger Orgelbaufirma Eduard Beyer eine neue, pneumatische Orgel in den alten Reubke-Prospekt ein. Diese Orgel war schon in den 1930er Jahren überholungsbedürftig. Seit der zweiten Hälfte der 1980er Jahre war sie nicht mehr spielbar. Es erfolgte die Bestellung einer neuen Orgel bei der Firma Brode in Heiligenstadt, die in den alten Prospekt eingebaut werden sollte. Die Beyer-Orgel wurde 1989 demontiert, um einen Neubau vorzubereiten. Die Wende verhinderte das Projekt und der Vertrag mit der Fa. Brode wurde storniert. Somit war die Biederitzer Kirche seit 1989 ohne Orgel.

### Ladegast-Orgel
1989 wurde die Biederitzer Kantorei gegründet, 1990 der Biederitzer Musiksommer ins Leben gerufen. Zur Verbesserung der musikalischen Möglichkeiten in den Gottesdiensten und Konzerten fehlte eine Orgel. Vor diesem Hintergrund entstand die Idee, die Ladegast-Orgel in die Biederitzer Kirche zu integrieren.
Friedrich Ladegast baute diese Orgel 1866 ursprünglich für die Kirche in Plennschütz bei Weißenfels. Anfang der 1980er Jahre musste die Plennschützer Kirche wegen schwerwiegender Feuchtigkeitsproblemen aufgegeben werden. Deswegen wurde sie in das nördliche Seitenschiff des Güstrower Doms umgesetzt.
Für die Umsetzung der Ladegast-Orgel in die Biederitzer Kirche sprachen mehrere Gründe:
- Die Biederitzer Kirche entsprach mit ihrem einfachen Saalraum und ihrer hufeisenförmigen Empore der Plennschützer Kirche.
- Das Ursprungsland der Orgel ist Sachsen-Anhalt.
- Die Biederitzer Orgelgeschichte begann in der Romantik. Auch dieser Umstand sprach für die romantische Ladegast-Orgel.
- Adolf Reubke zählte neben Friedrich Ladegast zu den bedeutendsten deutschen Orgelbauern jener Richtung.

Für den Kauf einer Orgel wurde der Förderkreis Biederitzer Kantorei e. V. gegründet. Im Jahre 1996 wurde die Ladegast-Orgel von Güstrow nach Biederitz überführt. Die Umsetzung und Restaurierung erfolgten durch die Orgelwerkstatt Wegscheider. Die Orgel wurde im Juni 1997 eingeweiht.
Seitdem erklingt die Ladegast-Orgel sowohl im Gottesdienst als auch in Konzerten des Biederitzer Musiksommers, unter anderem in der einmal jährlich stattfindenden Biederitzer Tastennacht und in der Reihe 30 Minuten Orgelmusik.

## Disposition
| I Hauptwerk C–f3 |           |          |
| 1.               | Bordun    | 16′ ab G |
| 2.               | Prinzipal | 8′       |
| 3.               | Gedackt   | 8′       |
| 4.               | Oktave    | 4′       |
| 5.               | Gedackt   | 4′       |
| 6.               | Oktave    | 2′       |
| 7.               | Mixtur    | III      |

| II Hinterwerk C–f3 |                |    |
| 8.                 | Gambe          | 8′ |
| 9.                 | Flauto amabile | 8′ |
| 10.                | Flauto dolce   | 4′ |

| Pedal C–d1 |         |           |
| 11.        | Subbass | 16′       |
| 12.        | Cello   | 8′ (Holz) |

- Koppeln: II/I, I/P

## Technische Daten
- Höhe: 3,76 m
- Breite: 3,17
- Tiefe mit Orgelbank: 2,70 m

## Organisten
Der zuständige Organist für die Evangelische Kirche Biederitz ist Kantor Michael Scholl.

### Gastorganisten
Seit 1997 musizierten eine Reihe von Organisten auf der Ladegast-Orgel, solistisch oder in Kombination mit anderen Instrumenten.
| Organist/Organistin              | Jahr                                                       | Bemerkung                                                                                        |
| -------------------------------- | ---------------------------------------------------------- | ------------------------------------------------------------------------------------------------ |
| Barry Jordan                     | 1997, 1999, 2001, 2003, 2004, 2005, 2006, 2008             |                                                                                                  |
| Christoph Mehner                 | 2002                                                       | im Konzert mit Gerd Fischer (Trompete), Alexander Pfeiffer (Trompete), Christoph Schäbe (Pauken) |
| Christopher Lichtenstein         | 2009, 2011, 2012                                           |                                                                                                  |
| Daniel Beilschmidt               | 2008, 2009                                                 |                                                                                                  |
| Frank Zimpel                     | 2010                                                       |                                                                                                  |
| Gottfried Sembdner               | 2003                                                       | im Konzert mit Andreas Hartmann (Violine), Alexander Braun (Violoncello)                         |
| Gregor Meyer                     | 2007                                                       |                                                                                                  |
| Johannes Unger                   | 2006, 2009                                                 |                                                                                                  |
| Matthias Eisenberg               | 1997, 2000                                                 |                                                                                                  |
| Matthias Mück                    | 2002, 2006, 2007, 2009, 2012                               |                                                                                                  |
| Michael Schönheit                | 1999, 2000, 2001, 2002, 2003, 2007                         | 2007: im Konzert mit Gotthold Schwarz (Bariton)                                                  |
| Pavel Cerný                      | 2005                                                       |                                                                                                  |
| Pier Damiano Peretti             | 2008                                                       |                                                                                                  |
| Stefan Nusser                    | 1997, 1998, 1999, 2001, 2004, 2005, 2006, 2010, 2011, 2012 | 1997: zum Einweihungskonzert                                                                     |
| Wolfgang Seifen                  | 2001, 2004, 2009                                           |                                                                                                  |
| Rainer Nikorowitsch              | 1997, 1999, 2000, 2001, 2002                               | solo, in Gottesdiensten und im Konzert mit Gabriele Nikorowitsch (Querflöte)                     |
| Martin Rost                      | 1998                                                       |                                                                                                  |
| Dorlies Bunge                    | 1998                                                       |                                                                                                  |
| Jürgen Geißler                   | 1997, 1998, 1999                                           | 1997: zur Orgelweihe                                                                             |
| Paul Gerhard Schumann            | 1997, 1998, 1999                                           |                                                                                                  |
| Jürgen Irmscher                  | 1998                                                       |                                                                                                  |
| Ralf Wosch                       | 1999                                                       |                                                                                                  |
| Astrid Rau                       | 1999                                                       |                                                                                                  |
| Christoph Krummacher             | 1999                                                       |                                                                                                  |
| Peter Behrendt                   | 1999, 2000, 2008, 2010                                     |                                                                                                  |
| Jens Goldhardt                   | 2000                                                       | im Konzert mit Ralf Benschu (Saxofon)                                                            |
| Per Ryden                        | 2000                                                       |                                                                                                  |
| Hans-Günther Wauer               | 2000                                                       | im Konzert mit Warnfried Altmann (Saxofon) und Hermann Naehring (Schlagwerk)                     |
| Jörg Lehmann                     | 2002                                                       | im Konzert mit Denin Dragon (Panflöte)                                                           |
| Cornelia Frenkel                 | 2000                                                       |                                                                                                  |
| Marzin Szelest                   | 2000                                                       |                                                                                                  |
| Hendrikje Pesch                  | 2003                                                       |                                                                                                  |
| Tobias Börngen                   | 2004                                                       |                                                                                                  |
| Stefan Kießling                  | 2005                                                       |                                                                                                  |
| Andre Hummel                     | 2007                                                       | im Konzert mit Berit Hummel (Flöte)                                                              |
| Monika Fischer                   | 1997                                                       |                                                                                                  |
| Elke Schneider und Volker Jaekel | 2012                                                       | Das Berliner Organisten-Duo zu vier Händen und vier Füßen                                        |
| Andreas Petzold                  |                                                            | in mehreren Gottesdiensten                                                                       |

## Aufnahmen
1998 erschien eine CD mit dem Titel Antonín Dvořák – Messe D-dur Op. 86 für Soli, Chor und Orgel. Orgelwerke an der Biederitzer Ladegast-Orgel.
Organist Stefan Nusser ist darauf mit Orgelwerken von August Gottfried Ritter, Theophil Forchhammer, Engelbert Humperdinck, Christian Friedrich Ehrlich, Rudolph Palme, Johann Gottlob Töpfer, Wolfgang Amadeus Mozart und Franz Liszt zu hören.